# Tag der offenen Moschee

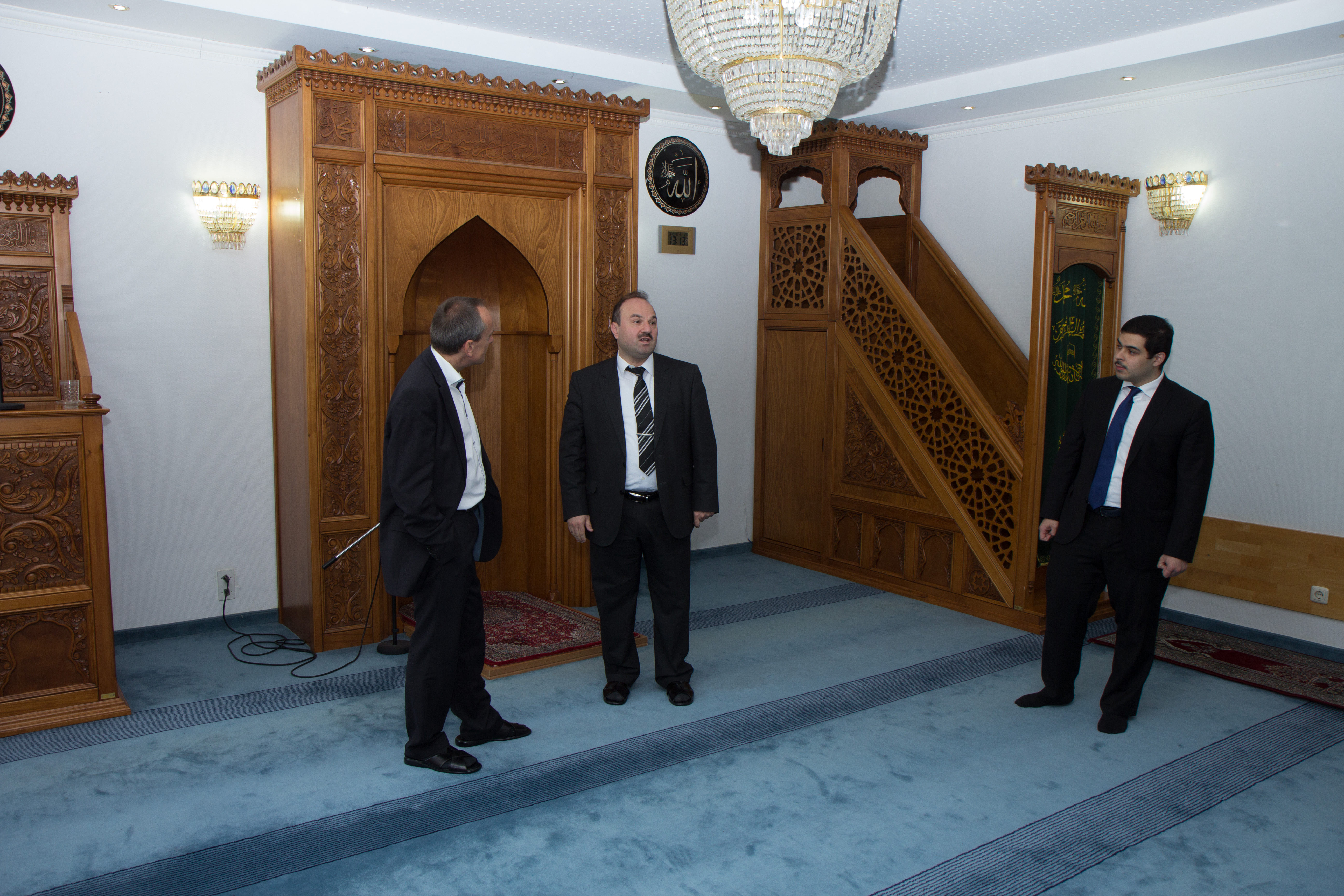
Konrad Wolf, Minister für Wissenschaft, Weiterbildung und Kultur in Rheinland-Pfalz besucht im Rahmen des bundesweiten „Tages der offenen Moscheen“ die Ulu Camii Moschee des Verbands der islamischen Kulturzentren e. V. (VIKZ) am 3. Oktober 2018 in Mainz-Gonsenheim

Der Tag der offenen Moschee in Deutschland ist ein seit 1997 bestehender, jährlich fest terminierter Veranstaltungstag, der am 3. Oktober, dem Tag der Deutschen Einheit stattfindet. Das Datum wurde nach Angaben des Zentralrats der Muslime in Deutschland bewusst gewählt, um das Ziel einer religionsübergreifenden Verständigung zu verdeutlichen. Zudem soll das Selbstverständnis der Muslime, Teil des 1990 wiedervereinigten deutschen Staates zu sein, und die Verbundenheit mit allen nicht-muslimischen Bewohnern Deutschlands zum Ausdruck gebracht werden.
Die Moscheegemeinden bieten an diesem Tag den überwiegend nichtmuslimischen Besuchern Moscheeführungen, Podiumsdiskussionen und Buch- und Kunstausstellungen an. Folklore, Tee, Kaffee und Gebäck gehören auch oft zum Rahmenprogramm. Mit Begegnungen und Gesprächen sollen mögliche Vorbehalte und Ängste abgebaut werden.
Im Jahr 2021 feierte der Tag der offenen Moschee während der Corona-Pandemie sein 25-jähriges Bestehen.

## Geschichte

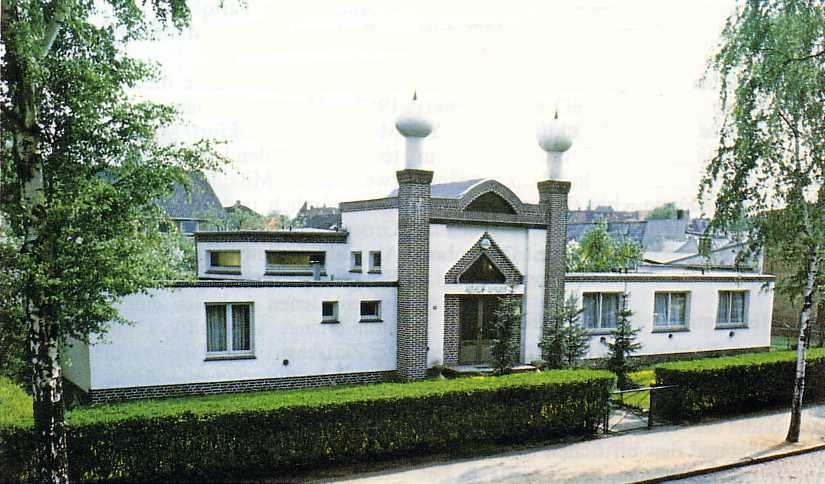
Fazle-Omar-Moschee Deutschlands erste Moschee der Nachkriegszeit

Der Tag der offenen Moschee (TOM) geht auf eine 1997 in Köln entstandene Initiative des Zentralrats der Muslime in Deutschland (ZMD) zurück, an der sich weitere muslimische Dachorganisationen beteiligten. Anlass hierfür war auch das Europäische Jahr gegen Rassismus und Fremdenfeindlichkeit (1997) und die Interkulturelle Woche – Woche der ausländischen Bürger vom 28. September bis 4. Oktober 1997. Die Interkulturelle Woche findet jährlich Ende September, von Sonntag bis Samstag vor dem Erntedankfest statt.
Am ersten Tag der offenen Moschee am 3. und 4. Oktober 1997 beteiligten sich bundesweit 600 Moscheen. In ganz Deutschland öffnen seitdem jährlich etwa 1.000 Moscheen verschiedener Islamverbände ihre Tore für über 100.000 Besucher.
Seit 2007 wird Tag der offenen Moschee durch den Koordinationsrat der Muslime in Deutschland (KRM) geleitet. Der KRM ist der Spitzenverband der vier größten islamischen Organisationen in Deutschland: der Diyanet İşleri Türk İslam Birliği (DİTİB), dem Islamrat für die Bundesrepublik Deutschland (Islamrat), dem Verband der Islamischen Kulturzentren (VIKZ) und dem Zentralrat der Muslime in Deutschland (ZMD). Gegründet wurde der KRM während der Deutschen Islamkonferenz 2007.
Jedes Jahr wirbt der Koordinationsrat mit einem Motto für den Tag der offenen Moschee, an dem sich über 1.000 Moscheegemeinden beteiligen:
- 2007: Moscheen – Brücken für eine gemeinsame Zukunft
- 2008: Moscheen – Orte der Besinnung und des Feierns
- 2009: Moscheen – Ein fester Teil der Gesellschaft / 60 Jahre Bundesrepublik und ihre Muslime
- 2010: Der Koran – 1400 Jahre, aktuell und mitten im Leben
- 2011: Muhammad – Prophet der Barmherzigkeit
- 2012: Islamische Kunst und Kultur
- 2013: Umweltschutz – Moscheen setzen sich ein
- 2014: Soziale Verantwortung – Muslime für die Gesellschaft
- 2015: Junge Muslime in Deutschland – Motiviert, Engagiert, Aktiv
- 2016: Hidschra – Migration als Herausforderung und Chance
- 2017: Gute Nachbarschaft – Bessere Gesellschaft
- 2018: Religiosität – individuell, natürlich, normal
- 2019: Menschen machen Heimat/en
- 2020: Glaube in außergewöhnlichen Zeiten
- 2021: 25 Jahre TOM – Moscheen gestern und heute
- 2022: Knappe Ressourcen – große Verantwortung
- 2023: Das Gebet – besinnt, belebt, verbindet

## Meinungen
„Wir sollten solchen Orten und Tagen, an denen Begegnung ermöglicht wird und Zusammenleben gelingt, mehr Aufmerksamkeit schenken. Ich wünsche mir, dass den Beiträgen, die Muslime aus ihrem Glauben heraus für unsere Gesellschaft erbringen, die Wertschätzung zuteilwird, die sie verdienen. Sie und Ihre Gemeinden gehören selbstverständlich in die Mitte unserer demokratischen, religiös so vielfältigen Gesellschaft. Nehmen Sie sich diesen Platz in der Mitte, der Ihnen zusteht, und füllen Sie ihn aus. Gestalten Sie dieses Gemeinwesen mit, denn es ist Ihre Gesellschaft!“

„Dieser Tag alleine reicht nicht aus, um mit unseren Nachbarn und Interessierten in Kontakt zu treten. Doch diese Aktion trägt dazu bei, dass Muslime ein Zeichen der Solidarität zu ihrer deutschen Gesellschaft setzen und auch gemeinsam bundesweit für Offenheit und Friedfertigkeit werben.“

„Wir haben bewusst den Tag der Deutschen Einheit gewählt, weil er symbolisiert, dass zwei Länder zusammen gekommen [sic] sind. Wir möchten, dass auch die Menschen religionsübergreifend besser zusammenfinden.“

„Vor zwölf Jahren hatte der Zentralrat der Muslime (ZMD) den Tag der Deutschen Einheit mit einem Tag der Offenen Moschee verbunden. Die Absicht war, zu zeigen, dass auch die Muslime zur Einheit Deutschlands gehören.“

Der Geschäftsführer des Deutschen Kulturrates, Olaf Zimmermann, sprach von einer hervorragenden Möglichkeit, sich einer vermeintlich fremden Kultur anzunähern und vertrat die Meinung, dass der Islam ein wichtiger Teil Deutschlands ist.
Immer wieder wird die Wahl des 3. Oktobers als Datum für den Tag der offenen Moschee kritisiert. Beispielsweise hat 2007 der Vorsitzende der CDU-Fraktion im Hessischen Landtag, Christean Wagner, kritisiert, dass der Tag der offenen Moscheen „ausgerechnet am Tag der Deutschen Einheit“ veranstaltet werde. Der CDU-Politiker nannte die Terminwahl „unsensibel“ und „nicht sehr geschickt“.

## Tag der offenen Moschee in anderen Ländern

### Schweiz

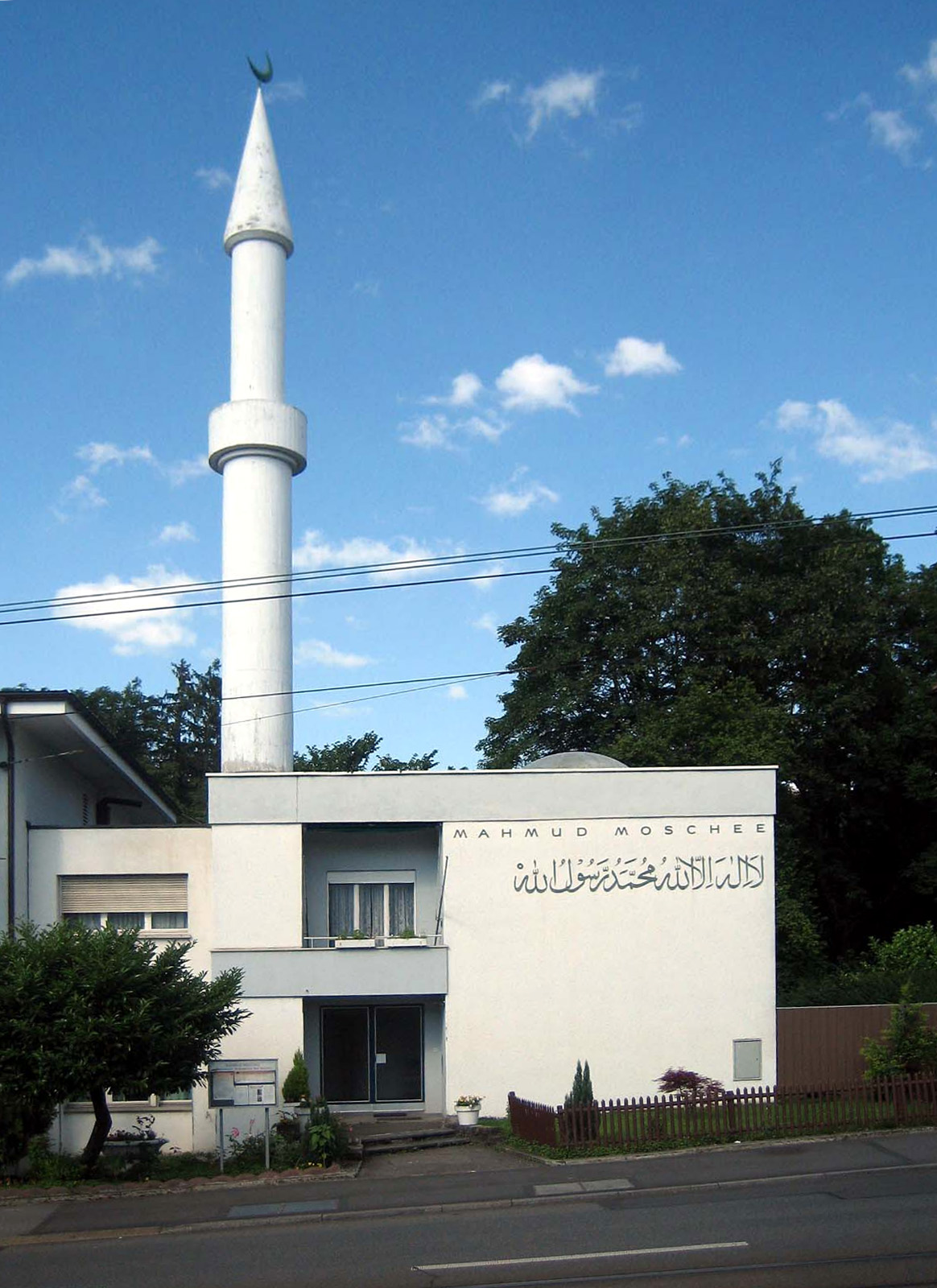
Mahmud-Moschee in Zürich, die erste Moschee in der Schweiz

Seit 2007 veranstalten auch mehrere muslimische Dachorganisationen einen Tag der offenen Moschee, darunter die Föderation Islamischer Dachorganisationen in der Schweiz, der Dachverband islamischer Gemeinden der Ostschweiz und des Fürstentums Liechtenstein (DIGO) und die Vereinigung der Islamischen Organisationen in Zürich (VIOZ). Dabei wurde der Tag erstmals im November 2007 auch im Rahmen der Veranstaltungsreihe „Woche der Religionen“ der Interreligiösen Arbeitsgemeinschaft in der Schweiz (IRAS COTIS) angeboten.
2011 wurde der Tag der offenen Moschee am 10. September veranstaltet. Das Motto lautete „Brücken für eine gemeinsame Zukunft“.
2014 fand in der Schweiz der Tag der offenen Moschee am 8. November statt.

### USA
In Südkalifornien findet seit dem Jahr 2000 der  Annual Open Mosque Day statt.
Der US Council of Muslim Organizations hat zur Teilnahme am National Open Mosque Day aufgerufen, den er erstmals im Oktober 2016 organisiert hat.
Der Ortsverband Massachusetts des Council on American-Islamic Relations organisierte 2017 und 2018 einen Open Mosque Day in diesem Bundesstaat. Der Islamic Council of New England organisiert seit 2019 jährlich im Mai oder Juni einen Open Mosque Day in den teilnehmenden Gemeinden.
2018 organisierte der Ortsverband Columbus des Council on American-Islamic Relations einen Central Ohio Open Mosque Day mit sieben Moscheen in Zentral-Ohio.
Im Jahr 2019 veranstaltete die Ahmadiyya Muslim Community USA einen Tag der offenen Moschee an 40 Orten in 25 Bundesstaaten, der mit dem Ramadan zusammenfiel.

### Frankreich
Am 16. September 2011 fand der Tag der offenen Moschee in Frankreich, der Mosquée porte ouverte statt.

### Großbritannien
Seit 2015 veranstaltet der muslimische Dachverband The Muslim Council of Britain am 18. Februar einen landesweiten Tag der offenen Moschee unter dem Titel „Visit my Mosque“.